# Danh sách Phó Tổng thống Philippines
Đây là danh sách đầy đủ các phó tổng thống của Philippines, những người được nhậm chức Phó tổng thống của Philippines sau khi phê chuẩn hiến pháp tuyên bố rõ ràng về sự tồn tại của Philippines. Việc đưa Mariano Trías vào danh sách bị tranh chấp, bởi vì Trias được chọn làm phó chủ tịch tại Hội nghị Tejeros, và một lần nữa làm phó tổng thống của Cộng hòa Biak-na-Bato tồn tại trong thời gian ngắn, đã bị giải thể sau khi ký kết Hiệp ước Biak-na-Bato và cuộc lưu đày của Aguinaldo. Việc tái lập quyền lực của Emilio Aguinaldo khi cuộc cách mạng được tiếp tục vào tháng 5 năm 1898 cũng như việc tuyên bố chính thức và nhậm chức Tổng thống của ông dưới thời Đệ nhất Cộng hòa Philippines vào năm 1899 đều không phải là các chế độ quy định một chức vụ phó tổng thống. Chức vụ phó tổng thống trong bối cảnh chính phủ Philippines được hiến pháp chính thức tạo ra vào năm 1935.

Huy hiệu của phó tổng thống Philippines

Các phó tổng thống trong thời kỳ Thịnh vượng chung Philippines thuộc chủ quyền của Mỹ, và không có chức vụ phó tổng thống trong thời Đệ nhị Cộng hòa, vốn được coi là một quốc gia bù nhìn của Đế quốc Nhật Bản trong Thế chiến thứ hai.
Khi Ferdinand Marcos tuyên bố thiết quân luật vào năm 1972, phó tổng thống đương nhiệm, Fernando Lopez, đã bị cách chức khỏi văn phòng. Marcos cầm quyền mà không có phó tổng thống cho đến năm 1986. Hiến pháp năm 1973 ban đầu không quy định về phó tổng thống, nhưng các sửa đổi sau đó đã khôi phục chức vụ này. Một phó tổng thống có thể ngồi sau cuộc bầu cử năm 1986 khi Marcos và Arturo Tolentino được Batasang Pambansa tuyên bố là người chiến thắng.
Ba phó tổng thống kế nhiệm tổng thống do các tổng thống qua đời: Sergio Osmeña (1944), Elpidio Quirino (1948) và Carlos P. Garcia (1957). Họ đã không đề cử một phó tổng thống mới, vì không có đề cập đến quy trình như vậy trong hiến pháp năm 1935; một phó tổng thống mới sẽ ngồi sau khi kết quả của cuộc bầu cử tiếp theo được biết. Gloria Macapagal Arroyo trở thành tổng thống sau khi Tòa án Tối cao ra phán quyết rằng Tổng thống Joseph Estrada từ chức. Vài ngày sau khi lên nắm quyền, Arroyo bổ nhiệm Teofisto Guingona làm phó tổng thống. Hiến pháp năm 1987 quy định tổng thống phải đề cử một phó tổng thống từ một thành viên của Quốc hội Philippines, trong đó cả hai viện bỏ phiếu riêng biệt để xác nhận thông qua đa số phiếu.
Fernando Lopez là phó tổng thống tại vị lâu nhất, người đã phục vụ tổng cộng gần 11 năm. Elpidio Quirino giữ chức vụ phó tổng thống trong thời gian ngắn nhất là 1 năm 10 tháng 20 ngày. Noli de Castro là phó tổng thống đầu tiên chưa từng là thành viên của bất kỳ đảng phái chính trị nào, nhưng có liên kết với liên minh chính trị do Lakas – CMD lãnh đạo.

## Phó tổng thống Philippines
| Nhiệm kỳ                                                     | Nhiệm kỳ                                                     | Ảnh                                                          | Họ tên                                                       | Đảng                                                         | Bầu cử                                                      | Tổng thống              | Giai đoạn                     |
| ------------------------------------------------------------ | ------------------------------------------------------------ | ------------------------------------------------------------ | ------------------------------------------------------------ | ------------------------------------------------------------ | ----------------------------------------------------------- | ----------------------- | ----------------------------- |
| 1                                                            | 15 tháng 11 năm 1935 – 1 tháng 8 năm 1944                    | Black and white photographic portrait of Sergio Osmeña       | Sergio Osmeña (1878 – 1961)                                  | Đảng Dân tộc chủ nghĩa                                       | 1935                                                        | Manuel L. Quezon        | Thịnh vượng chung Philippines |
| 1                                                            | 15 tháng 11 năm 1935 – 1 tháng 8 năm 1944                    | Black and white photographic portrait of Sergio Osmeña       | Sergio Osmeña (1878 – 1961)                                  | Đảng Dân tộc chủ nghĩa                                       | 1941                                                        | Manuel L. Quezon        | Thịnh vượng chung Philippines |
| Văn phòng trống (1 tháng 8 năm 1944 – 28 tháng 5 năm 1946)   | Văn phòng trống (1 tháng 8 năm 1944 – 28 tháng 5 năm 1946)   | Văn phòng trống (1 tháng 8 năm 1944 – 28 tháng 5 năm 1946)   | Văn phòng trống (1 tháng 8 năm 1944 – 28 tháng 5 năm 1946)   | Văn phòng trống (1 tháng 8 năm 1944 – 28 tháng 5 năm 1946)   | Sergio Osmeña                                               |                         | Thịnh vượng chung Philippines |
| 2                                                            | 28 tháng 5 năm 1946 – 15 tháng 4 năm 1948                    | Black and white photographic portrait of Elpidio Quirino     | Elpidio Quirino (1890 – 1956)                                | Đảng Tự do                                                   | 1946                                                        | Manuel Roxas            | Đệ tam Cộng hòa Philippines   |
| Văn phòng trống (17 tháng 4 năm 1948 – 30 tháng 12 năm 1949) | Văn phòng trống (17 tháng 4 năm 1948 – 30 tháng 12 năm 1949) | Văn phòng trống (17 tháng 4 năm 1948 – 30 tháng 12 năm 1949) | Văn phòng trống (17 tháng 4 năm 1948 – 30 tháng 12 năm 1949) | Văn phòng trống (17 tháng 4 năm 1948 – 30 tháng 12 năm 1949) | 1946                                                        | Elpidio Quirino         | Đệ tam Cộng hòa Philippines   |
| 3                                                            | 30 tháng 12 năm 1949 – 30 tháng 12 năm 1953                  | Black and white photographic portrait of Fernando Lopez      | Fernando Lopez (1904 – 1993)                                 | Đảng Tự do                                                   | 1949                                                        | Elpidio Quirino         | Đệ tam Cộng hòa Philippines   |
| 3                                                            | 30 tháng 12 năm 1949 – 30 tháng 12 năm 1953                  | Black and white photographic portrait of Fernando Lopez      | Fernando Lopez (1904 – 1993)                                 | Đảng Dân chủ                                                 | 1949                                                        | Elpidio Quirino         | Đệ tam Cộng hòa Philippines   |
| 4                                                            | 30 tháng 12 năm 1953 – 17 tháng 3 năm 1957                   | Black and white photographic portrait of Carlos P. Garcia    | Carlos P. Garcia (1896 – 1971)                               | Đảng Dân tộc chủ nghĩa                                       | 1953                                                        | Ramon Magsaysay         | Đệ tam Cộng hòa Philippines   |
| Văn phòng trống (17 tháng 3 năm 1957 – 30 tháng 12 năm 1957) | Văn phòng trống (17 tháng 3 năm 1957 – 30 tháng 12 năm 1957) | Văn phòng trống (17 tháng 3 năm 1957 – 30 tháng 12 năm 1957) | Văn phòng trống (17 tháng 3 năm 1957 – 30 tháng 12 năm 1957) | Văn phòng trống (17 tháng 3 năm 1957 – 30 tháng 12 năm 1957) | 1953                                                        | Carlos P. Garcia        | Đệ tam Cộng hòa Philippines   |
| 5                                                            | 30 tháng 12 năm 1957 – 30 tháng 12 năm 1961                  | Black and white photographic portrait of Diosdado Macapagal  | Diosdado Macapagal (1910 – 1997)                             | Đảng Tự do                                                   | 1957                                                        | Carlos P. Garcia        | Đệ tam Cộng hòa Philippines   |
| 6                                                            | 30 tháng 12 năm 1961 – 30 tháng 12 năm 1965                  | Black and white photographic portrait of Emmanuel Pelaez     | Emmanuel Pelaez (1915 – 2003)                                | Đảng Tự do                                                   | 1961                                                        | Diosdado Macapagal      | Đệ tam Cộng hòa Philippines   |
| 6                                                            | 30 tháng 12 năm 1961 – 30 tháng 12 năm 1965                  | Black and white photographic portrait of Emmanuel Pelaez     | Emmanuel Pelaez (1915 – 2003)                                | Đảng Dân tộc chủ nghĩa                                       | 1961                                                        | Diosdado Macapagal      | Đệ tam Cộng hòa Philippines   |
| 7                                                            | 30 tháng 12 năm 1965 – 23 tháng 9 năm 1972                   | Black and white photographic portrait of Fernando Lopez      | Fernando Lopez (1904 – 1993)                                 | Đảng Dân tộc chủ nghĩa                                       | 1965                                                        | Ferdinand Marcos        | Đệ tam Cộng hòa Philippines   |
| 7                                                            | 30 tháng 12 năm 1965 – 23 tháng 9 năm 1972                   | Black and white photographic portrait of Fernando Lopez      | Fernando Lopez (1904 – 1993)                                 | Đảng Dân tộc chủ nghĩa                                       | 1969                                                        | Ferdinand Marcos        | Đệ tam Cộng hòa Philippines   |
| Bãi bỏ (23 tháng 9 năm 1972 – 23 tháng 1 năm 1984)           | Bãi bỏ (23 tháng 9 năm 1972 – 23 tháng 1 năm 1984)           | Bãi bỏ (23 tháng 9 năm 1972 – 23 tháng 1 năm 1984)           | Bãi bỏ (23 tháng 9 năm 1972 – 23 tháng 1 năm 1984)           | Bãi bỏ (23 tháng 9 năm 1972 – 23 tháng 1 năm 1984)           | Bãi bỏ (23 tháng 9 năm 1972 – 23 tháng 1 năm 1984)          | Ferdinand Marcos        | Thời kỳ độc tài quân sự       |
| Bãi bỏ (23 tháng 9 năm 1972 – 23 tháng 1 năm 1984)           | Bãi bỏ (23 tháng 9 năm 1972 – 23 tháng 1 năm 1984)           | Bãi bỏ (23 tháng 9 năm 1972 – 23 tháng 1 năm 1984)           | Bãi bỏ (23 tháng 9 năm 1972 – 23 tháng 1 năm 1984)           | Bãi bỏ (23 tháng 9 năm 1972 – 23 tháng 1 năm 1984)           | Bãi bỏ (23 tháng 9 năm 1972 – 23 tháng 1 năm 1984)          | Ferdinand Marcos        | Xã hội mới                    |
| Văn phòng trống (23 tháng 1 năm 1984 – 25 tháng 2 năm 1986)  | Văn phòng trống (23 tháng 1 năm 1984 – 25 tháng 2 năm 1986)  | Văn phòng trống (23 tháng 1 năm 1984 – 25 tháng 2 năm 1986)  | Văn phòng trống (23 tháng 1 năm 1984 – 25 tháng 2 năm 1986)  | Văn phòng trống (23 tháng 1 năm 1984 – 25 tháng 2 năm 1986)  | Văn phòng trống (23 tháng 1 năm 1984 – 25 tháng 2 năm 1986) | Ferdinand Marcos        | Đệ tứ Cộng hòa Philippines    |
| 8                                                            | 25 tháng 2 năm 1986 – 30 tháng 6 năm 1992                    | Black and white photographic portrait of Salvador Laurel     | Salvador Laurel (1928 – 2004)                                | UNIDO                                                        | 1986                                                        | Corazon Aquino          | Chính phủ lâm thời            |
| 8                                                            | 25 tháng 2 năm 1986 – 30 tháng 6 năm 1992                    | Black and white photographic portrait of Salvador Laurel     | Salvador Laurel (1928 – 2004)                                | Đảng Dân tộc chủ nghĩa                                       | 1986                                                        | Corazon Aquino          | Đệ ngũ Cộng hòa Philippines   |
| 9                                                            | 30 tháng 6 năm 1992 – 30 tháng 6 năm 1998                    | Photographic portrait of Joseph Estrada                      | Joseph Estrada Sinh 1937                                     | NPC                                                          | 1992                                                        | Fidel V. Ramos          | Đệ ngũ Cộng hòa Philippines   |
| 9                                                            | 30 tháng 6 năm 1992 – 30 tháng 6 năm 1998                    | Photographic portrait of Joseph Estrada                      | Joseph Estrada Sinh 1937                                     | LAMMP                                                        | 1992                                                        | Fidel V. Ramos          | Đệ ngũ Cộng hòa Philippines   |
| 10                                                           | 30 tháng 6 năm 1998 – 20 tháng 1 năm 2001                    | Photographic portrait of Gloria Macapagal Arroyo             | Gloria Macapagal Arroyo Sinh 1947                            | Lakas                                                        | 1998                                                        | Joseph Estrada          | Đệ ngũ Cộng hòa Philippines   |
| Văn phòng trống (20 tháng 1 2001 – 7 tháng 2 năm 2001)       | Văn phòng trống (20 tháng 1 2001 – 7 tháng 2 năm 2001)       | Văn phòng trống (20 tháng 1 2001 – 7 tháng 2 năm 2001)       | Văn phòng trống (20 tháng 1 2001 – 7 tháng 2 năm 2001)       | Văn phòng trống (20 tháng 1 2001 – 7 tháng 2 năm 2001)       | 1998                                                        | Gloria Macapagal Arroyo | Đệ ngũ Cộng hòa Philippines   |
| 11                                                           | 7 tháng 2 năm 2001 – 30 tháng 6 năm 2004                     | Photographic portrait of Teofisto Guingona Jr.               | Teofisto Guingona Jr. Sinh 1928                              | Lakas                                                        | 1998                                                        | Gloria Macapagal Arroyo | Đệ ngũ Cộng hòa Philippines   |
| 11                                                           | 7 tháng 2 năm 2001 – 30 tháng 6 năm 2004                     | Photographic portrait of Teofisto Guingona Jr.               | Teofisto Guingona Jr. Sinh 1928                              | Ứng viên độc lập                                             | 1998                                                        | Gloria Macapagal Arroyo | Đệ ngũ Cộng hòa Philippines   |
| 12                                                           | 30 tháng 6 năm 2004 – 30 tháng 6 năm 2010                    | Photographic portrait of Noli de Castro                      | Noli de Castro Sinh 1949                                     | Ứng viên độc lập                                             | 2004                                                        | Gloria Macapagal Arroyo | Đệ ngũ Cộng hòa Philippines   |
| 13                                                           | 30 tháng 6 năm 2010 – 30 tháng 6 năm 2016                    | Photographic portrait of Jejomar Binay                       | Jejomar Binay Sinh 1942                                      | PDP–Laban                                                    | 2010                                                        | Benigno Aquino III      | Đệ ngũ Cộng hòa Philippines   |
| 13                                                           | 30 tháng 6 năm 2010 – 30 tháng 6 năm 2016                    | Photographic portrait of Jejomar Binay                       | Jejomar Binay Sinh 1942                                      | UNA                                                          | 2010                                                        | Benigno Aquino III      | Đệ ngũ Cộng hòa Philippines   |
| 14                                                           | 30 tháng 6 năm 2016 – 30 tháng 6 năm 2022                    | Photographic portrait of Leni Robredo                        | Leni Robredo Sinh 1965                                       | Đảng Tự do                                                   | 2016                                                        | Rodrigo Duterte         | Đệ ngũ Cộng hòa Philippines   |
| 15                                                           | 30 tháng 6 năm 2022 – đương nhiệm                            | Photograph of Sara Duterte                                   | Sara Duterte Sinh 1978                                       | Lakas–CMD                                                    | 2022                                                        | Ferdinand Marcos, Jr.   | Đệ ngũ Cộng hòa Philippines   |